# Tejanos
Tejanos (in spagnolo Texani) è un termine usato per indicare gli abitanti del Texas aventi origine ispanica o latino-americana.
In base al censimento del 2000, vivono in Texas 6.669.666 Tejanos, il 32% della popolazione totale.